# Typhonia paraphrictis
Typhonia paraphrictis is een vlinder uit de familie zakjesdragers (Psychidae). De wetenschappelijke naam van deze soort is, als Melasina paraphrictis, voor het eerst geldig gepubliceerd in 1908 door Edward Meyrick. De combinatie in Typhonia werd gemaakt in 2002 door Vári et al.

## Type
- type: niet gespecificeerd
- instituut: BMNH, Londen, Engeland
- typelocatie: "South Africa, Polokwane (Pietersburg)"